# كيني روبرتس
كيني روبرتس (بالإنجليزية: Kenny Roberts)‏ مواليد 31 ديسمبر 1951 في موديستو، كاليفورنيا، هو متسابق دراجات نارية أمريكي سابق فاز ببطولة سباق الجائزة الكبرى للدراجات النارية. نافس في سباقات بطولة العالم لفئة 500 سي سي ولفئة 250 سي سي ولفئة 50 سي سي.

## البطولات
- سباق الجائزة الكبرى للدراجات النارية 1978
- سباق الجائزة الكبرى للدراجات النارية 1979
- سباق الجائزة الكبرى للدراجات النارية 1980

## روابط خارجية
- كيني روبرتس على موقع MotoGP.com (الإنجليزية)